# 道昭
道昭（どうしょう、道紹や道照とも、舒明天皇元年（629年）- 文武天皇4年3月10日（700年4月3日））は、河内国丹比郡船連（ふねのむらじ）（現・大阪府堺市）出身の法相宗の僧である。父は船恵尺。

## 略歴
- 白雉4年（653年）、遣唐使の一員として定恵らとともに入唐し、玄奘三蔵に師事して法相教学を学ぶ。玄奘はこの異国の学僧を大切にし、同室で暮らしながら指導をしたという。摂論教学を学んだという記録もあるが、摂大乗論に関する注釈は現存していない。
- 年時不明、玄奘の紹介で隆化寺の恵満に参禅した。
- 斉明天皇6年（660年）頃に帰朝、同時に持ち帰った多くの経論・経典類は、平城京へ遷都後、平城右京の禅院に移され重用された。
- 年時不明、飛鳥寺（別称は法興寺、元興寺）の一隅に禅院を建立して住み、日本法相教学の初伝となった（南寺伝）。
- 680年、天武天皇の勅命を受けて、往生院を建立する。
- 晩年は全国を遊行し、各地で土木事業を行った。
- 700年に72歳で没した際、遺命により日本で初めて火葬に付された[1]。その記録も現存している（『続日本紀』）。

## 玄奘三蔵に贈られた言葉
『続日本紀』には、道昭が没した年の条に、昔、玄奘に贈られた言葉として、いくつか記録が残されている。それによると、玄奘は特に可愛がって同じ部屋に住まわせたとされ、以下のような話をしたとされる。
「私が昔、西域に旅した時、道中飢えに苦しんだが、食を乞う所もなかった。突然一人の僧が現れ、手に持っていた梨の実を私に与えて食べさせてくれた。私はその梨を食べてから気力が日々健やかになった。今お前こそはあの時の梨を与えてくれた法師と同様である」と述べたと記されており、道昭を大切にしていたのは、過去に出会った恩人たる僧侶と道昭を重ねていたためとしている。
「経論は奥深く微妙で、究めつくすことは難しい。それよりお前は禅を学んで、東の国の日本に広めるのがよかろう」と禅宗の修行をすすめ、道昭はそれを守った。帰朝の際、玄奘から舎利と経論を授けられ、また、西域を旅した際に手に入れた霊験あらたかな鍋を与えた（『論語』から引用して、「道を弘める」という言葉も贈っている）。この鍋で病人に食を与えて治療したが、帰路の船上において、なかなか船が進まないのは海神竜王が鍋を欲しているからだといわれ、「玄奘から与えられた鍋をどうして竜王が欲するのだ」と文句を言いながらも、やむなく海中に投げ入れている（そのため、鍋については現存していない）。

## 逸話
- 『続日本紀』に記述されたエピソードとして、弟子がひととなりを試そうと思い、道昭の便器に穴をあけておいた。そのため、穴から漏れた汚物で寝具が汚れてしまった。しかし、道昭は微笑みながら「いたずら小僧が、人の寝床を汚したな」といったのみで、一言の文句もいわなかったとされる。
- 同『続紀』の記述として、熱心に座禅を行っており、ある時は3日に一度起（た）ったり、7日に一度起った。ある日、道昭の居間から香気が流れ出て、弟子達が驚いて、居間へ行くと、縄床（じょうしょう＝縄を張って作った腰かけ）に端座したまま息絶えていた。遺言に従って、本朝初の火葬が行なわれたが、親族と弟子達が争って骨をかき集めようとした。すると不思議なことに、つむじ風が起こって、灰と骨をいずこかへ飛ばしてしまったとされる。従って、骨は残されていない。

## 参考資料
- 道昭和とは？意味や使い方 - コトバンク